# Публий Лициний Красс (консул 171 года до н. э.)
Пу́блий Лици́ний Красс (лат. Publius Licinius Crassus; умер после 167 года до н. э.) — древнеримский военачальник и политический деятель из плебейского рода Лициниев, консул 171 года до н. э. Командовал в Третьей Македонской войне.

## Происхождение
Публий Лициний принадлежал к плебейскому роду, представители которого были в составе самой первой коллегии народных трибунов и достигли консульства уже в 364 году до н. э. Правда, после этого они больше столетия не упоминались в источниках. Предположительно во время Первой Пунической войны жил некто Публий Лициний, старший из сыновей которого, тоже Публий, получил прозвище Crassus, ставшее когноменом для его потомков.
Консул 171 года до н. э. был внуком первого Красса, сыном Гая Лициния Вара и племянником Публия Лициния Красса Дива, консула 205 года до н. э. У него были брат, Гай Лициний Красс, консул 168 года до н. э., и сестра, жена Публия Муция Сцеволы.

## Биография
Первые упоминания о Публии Лицинии в сохранившихся источниках относятся к 176 году до н. э., когда он занимал должность претора. Красс получил в управление Ближнюю Испанию, но заявил, что не может покинуть Рим: в связи с неблагоприятными ауспициями ему нужно было оставаться в городе и приносить жертвы богам. В свою провинцию он так и не поехал. В 171 году до н. э. Публий Лициний стал консулом вместе с ещё одним плебеем, Гаем Кассием Лонгином; это был всего второй по счёту случай, когда оба консула были плебеями (прецедент был создан годом ранее). В это время начиналась война против царя Македонии Персея. По итогам жеребьёвки командовать в этой войне выпало Крассу, который получил от сената право набрать два легиона.
Сформировав армию, Публий Лициний переправился из Брундизия в Аполлонию, а потом прошёл через Эпир и Афаманию в Фессалию. Там к нему присоединились контингенты союзников — греческих общин и пергамского царя Эвмена II. При Каллинике произошло кавалерийское сражение, в котором римляне были разбиты и понесли серьёзные потери — более двух тысяч убитыми. Тем не менее Красс отверг предложения Персея заключить мир: он настаивал на безоговорочной капитуляции Македонии. В конце года Публий Лициний расположил свою армию на зимовку в Беотии и Фессалии. В начале следующей кампании, обладая полномочиями проконсула, он занял и разграбил несколько греческих городов, а позже передал командование преемнику, Авлу Гостилию Манцину.
В последний раз Красс упоминается в источниках в связи с событиями 167 года до н. э. Он возглавил посольство, отправленное в Малую Азию для урегулирования конфликта между пергамским царём Атталом II (Эвмен к тому времени уже умер) и галатами. Дата смерти Публия Лициния неизвестна.

## Семья
Предположительно сыном Публия Лициния был Марк Лициний Красс Агеласт, претор 127 или 126 года до н. э., дед триумвира Марка Лициния Красса.